# Tristanakkoord
Het originele Tristan-akkoord is te horen in de openingszin van Richard Wagners opera Tristan und Isolde als onderdeel van het leidmotief met betrekking tot Tristan. Het bestaat uit de noten F, B, D♯ en G♯:
Het afspelen van audio wordt niet ondersteund in uw browser. U kunt het audiobestand downloaden.
Meer in het algemeen verwijst de term naar elk akkoord dat uit dezelfde intervallen bestaat: overmatige kwart, overmatige sext en overmatige none boven een basnoot.

## Achtergrond
De noten van het Tristan-akkoord zijn niet ongebruikelijk; ze zouden enharmonisch kunnen worden vertolkt om een gemeenschappelijk halfverminderd septiemakkoord te vormen. Wat het Tristan-akkoord onderscheidt, is de ongebruikelijke relatie met de impliciete toonsoort van zijn omgeving.
Dit motief komt ook meerdere keren later in het werk voor in maat 6, 10 en 12, en aan het einde van de laatste akte.
De betekenis van het Tristan-akkoord ligt in de beweging weg van de traditionele tonale harmonie en in de richting van atonaliteit. Met dit akkoord zorgde Wagner er feitelijk voor dat de klank of structuur van muzikale harmonie belangrijker werd dan de functie ervan. Dit idee werd  later onderzocht door Claude Debussy en anderen. In de woorden van Robert Erickson: "Het Tristan-akkoord is onder andere een identificeerbaar geluid, een entiteit die verder gaat dan zijn functionele kwaliteiten in een tonale organisatie".